# Kylverstein

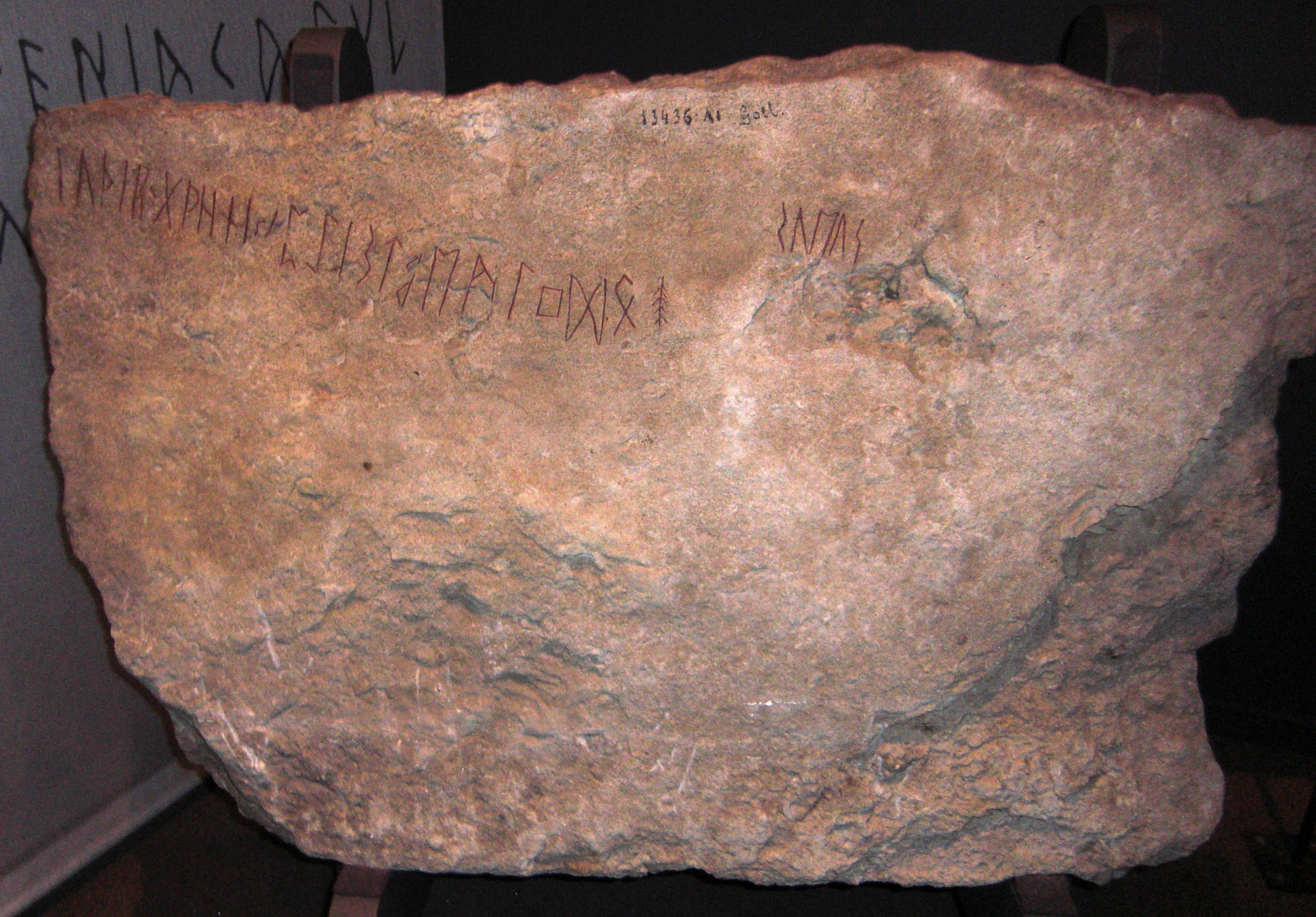
Das ältere Futhark auf dem Kylverstein

Der Kylverstein (G 88) erhielt seinen Namen nach dem Hof Kylver im gotländischen Stånga, wo der Kalkstein früher vermutlich als Grabplatte diente. Die Inschrift des Runensteins wurde etwa gegen 400 n. Chr. in den Stein geschlagen, weshalb manche annehmen, dass die Runenschrift über Gotland nach Schweden kam. Der Einangstein und der Kjölevikstein in Norwegen sind allerdings evtl. etwa gleich alt.
Auf dem 1903 gefundenen Stein findet man eine vollständige Übersicht der Runenzeichen des älteren Futhark, das die ältesten Runen Schwedens darstellt. Außer dem Futhark findet man auch mehrere T-Runen, die einem verzweigten Baum ähneln und das Palindrom „sueus“ (ᛊᚢᛖᚢᛊ), dessen Bedeutung unbekannt ist. 
Der älteste Beleg für eine Runeninschrift ist der Kamm von Vimose (von 160 n. Chr.). Noch älter ist die Meldorffibel (etwa 50 n. Chr.), doch die Inschrift besteht aus Runen, die auch lateinische Zeichen sein könnten. Die älteste komplette Runenreihe findet sich auf dem Kylverstein:
| Die Runen des Kylverstein |
| ᚠᚢᚦᚨᚱᚲᚷᚹᚺᚾᛁᛃᛈᛇᛉᛊᛏᛒᛖᛗᛚᛜᛞᛟ  |
| fuþarkgwhnijpïzstbemlŋdo  |

Historiker, Linguisten und Runologen versuchen seither, die Inschrift zu deuten. Bisher allerdings ohne Ergebnis. Ein Teil der Historiker ist der Meinung, dass das Alphabet zu Übungszwecken „geschrieben“ wurde und der Stein später mit weiteren Zeichen versehen wurde, um als Grababdeckung zu dienen. Andere sind der Meinung, dass die gesamte Inschrift eine Art Magie sein soll, deren Bedeutung unbekannt ist. Selbst über die Magie findet man noch verschiedene Theorien, von denen jedoch keine belegbar ist.
Das Original befindet sich im Historischen Museum in Stockholm.